# 소망 (1993년 드라마)
《소망》은 1993년 8월 15일에 SBS TV에서 방영되었던 2부직 SBS 특집 드라마이다.

## 제작진
- 기획 : 이종수
- 극본 : 최현경
- 연출 : 문정수

## 출연진
- 정혜선 : 이분희 역
- 이낙훈
- 정승호 : 이분희의 양아들 역
- 남성훈
- 정재순